# Привреда Боливије
Привреда Боливије је 95. по величини економија на свету и 87. економија по паритету куповне моћи. Светска банка је Боливију сврстала у земљу са нижим средњим приходима. Са индексом људског развоја од 0,693 налази се на 118. месту.
Економија Боливије имала је историјски образац једно-робне усредсређености. Од сребра до калаја до коке (биљка која расте само у Јужној Америци), Боливија је уживала само у повременим периодима економске диверзификације. Политичка нестабилност и тешка топографија су ограничили модернизацију пољопривредног сектора. Слично томе, релативно низак раст становништва, заједно са ниским очекиваним животним веком и великом учесталошћу болести, задржао је снабдевање радном снагом у току и спречио процват индустрије. Снажна инфлација и корупција такође су спречили развој, али почетком двадесет првог века основе њене економије показале су неочекивано побољшање, водећи главне агенције за кредитни рејтинг да побољшају економски рејтинг Боливије у 2010. години. Рударска индустрија, посебно вађење природног гаса и цинка, тренутно доминира у извозној економији Боливије.

## Историја
Економија Боливије брзо је расла између 1960. и 1977.  Према једној студији, "упорни дефицит и политика фиксног курса током 1970-их довели су до дужничке кризе која је започела 1977. године. Од 1977. до 1986. Боливија је изгубила скоро све добитке у БДП-у по глави становника које је остварила од 1960. године. После 1986. године, боливијска економија је поново почела да расте. Између 1998. и 2002. године, Боливија је доживела једну финансијску кризу.
Инфлација је погодила боливијску економију од 1970-их. У једном тренутку 1985. године Боливија је доживела годишњу стопу инфлације већу од 20.000 процената. Фискална и монетарна реформа смањиле су стопу инфлације на једноцифрене до 1990-их, а 2004. године Боливија је доживела управљиву стопу инфлације од 4,9 процената.
Године 1987. влада Боливије спровела је далекосежан програм макроекономске стабилизације и структурне реформе чији је циљ одржавање стабилности цена, стварање услова за одрживи раст и ублажавање сиромаштва. Најважније структурне промене у боливијској економији укључивале су капитализацију бројних предузећа из јавног сектора. (Капитализација у боливијском контексту је облик приватизације где инвеститори стичу 50% удела и контролу управљања јавним предузећима тако што пристају директно на улагање у предузеће током неколико година, а не плаћају готовини влади). Велика реформа царинске службе значајно је побољшала транспарентност у овој области.
Паралелне законодавне реформе закључиле су тржишно оријентисану политику, посебно у сектору угљоводоника и телекомуникација, које су подстакле приватна улагања. Страним инвеститорима је одобрен национални третман, а страно власништво над компанијама у Боливији практично нема ограничења. Иако је програм капитализације био успешан у огромном подстицању директних страних инвестиција (ФДИ) у Боливији (7 милијарди УСД на залихама током 1996-2002), СДИ (стране директне инвестиције) су се касније смањиле јер су инвеститори извршавали своје уговоре о капитализацији.
У 1996. години три јединице боливијске државне нафтне корпорације укључене су у истраживање, производњу и транспорт угљоводоника што је омогућило изградњу гасовода до Бразила. Влада има дугорочни продајни споразум о продаји 30 милиона кубних метара дневно природног гаса у Бразил до 2019. године. Бразилски нафтовод је превозио око 21 ММцмд у 2000. години. Боливија има другу највећу резерву природног гаса у Јужној Америци а његова тренутна домаћа употреба и извоз у Бразил представљају само мали део његове потенцијалне производње. Извоз природног гаса у Аргентину настављен је 2004. са четири ММцмд.
У априлу 2000. године насилни протести због планова за приватизацију водовода у граду Кочабамба довели су до финансијских поремећаја широм земље. Влада је на крају отказала уговор без обештећења инвеститорима, враћајући услугу у јавну контролу. Страни инвеститори у овом пројекту покренули су случај инвестицијског спора против Боливије због својих акција. Слична ситуација се догодила 2005. године у градовима Ел Алто и Ла Паз.
Протести и гневна опозиција стале су на крај извозу гаса кроз Чиле и тако довели до оставке председника Гонзало Санчез де Лозада у октобру 2003. Влада је 2004. одржала обавезујући референдум о плановима за извоз природног гаса и реформи закона о угљоводоницима. До маја 2005. године Сенат је разматрао нацрт закона о угљеницима.

## Макроекономија
Бруто домаћи производ Боливије за 2016. годину односи се на ППП укупно 78,35 милијарди долара, а у званичној размени 35,69 милијарди долара. Његов животни стандард, мерено БДП-ом по глави становника, био је 7.191 УСД. Економски раст износи око 5,2% годишње, а инфлација 4,5% у 2012. години. Боливија је доживела буџетски суфицит од око 1,5% БДП-а у 2012. Расходи су били готово 12,2 милијарде УСД, док су приходи износили око 12,6 милијарди УСД. Влада води вишкове рачуна од 2005. године.
Боливијска валута је боливијски боливијано. Један боливијано подељен је у 100 центава. Боливијано је 1987. заменио боливијски пезос по стопи од милион до један, након вишегодишње снажне инфлације. У то време, 1 нови боливијано био је отприлике еквивалент 1 америчком долару. Крајем 2011. боливијано је вредео само око 0,145 америчког долара.  Годишње каматне стопе у 2010. години су се стално смањивале на 9,9 процената са више од 50 процената пре 1997. године.
Боливијски индекс људског развоја је  0,675. "Између 1980. и 2012. ХДИ Боливије (Плуринационално стање) ХДИ порастао је за 1,3% годишње са 0,489 на 0,675 данас, што земљи даје 108 место од 187 земаља са упоредним подацима. ХДИ Латинске Америке и Кариба као регион је порастао са 0,574 у 1980 на 0,741 данас, што је Боливију (Плуринационално стање) испод регионалног просека. "[24]
Следећа табела приказује главне економске показатеље у периоду 1980–2017.
| Year                                         | 1980      | 1985       | 1990      | 1995      | 2000      | 2005      | 2006      | 2007       | 2008       | 2009       | 2010       | 2011       | 2012       | 2013       | 2014       | 2015       | 2016       | 2017       |
| -------------------------------------------- | --------- | ---------- | --------- | --------- | --------- | --------- | --------- | ---------- | ---------- | ---------- | ---------- | ---------- | ---------- | ---------- | ---------- | ---------- | ---------- | ---------- |
| БДП у $ (Паритет куповне моћи)               | 10.8 млд. | 12.6 млд.  | 16.4 млд. | 22.6 млд. | 29.2 млд. | 38.1 млд. | 41.2 млд. | 44.23 млд. | 47.87 млд. | 49.86 млд. | 52.55 млд. | 56.42 млд. | 60.41 млд. | 65.55 млд. | 70.37 млд. | 74.59 млд. | 78.77 млд. | 83.55 млд. |
| БДП по становнику у $ (Паритет куповне моћи) | 2,090     | 2,080      | 2,442     | 2,994     | 3,497     | 4,180     | 4,439     | 4,685      | 4,987      | 5,109      | 5,298      | 5,599      | 5,900      | 6,303      | 6,663      | 6,955      | 7,229      | 7,547      |
| Раст БДП-а (real)                            | 0.6%      | −1.7%      | 4.6%      | 4.7%      | 2.5%      | 4.4%      | 4.8%      | 4.6%       | 6.1%       | 3.4%       | 4.1%       | 5.2%       | 5.1%       | 6.8%       | 5.5%       | 4.9%       | 4.3%       | 4.2%       |
| Инфлација (у процентима)                     | 47.1%     | 11,749.6 % | 17.1%     | 10.2%     | 4.6%      | 5.4%      | 4.3%      | 6.6%       | 14.0%      | 3.3%       | 2.5%       | 9.9%       | 4.5%       | 5.7%       | 5.8%       | 4.1%       | 3.6%       | 2.8%       |
| Дуг Владе (проценат БДП-а)                   | ...       | ...        | ...       | ...       | 67%       | 82%       | 54%       | 40%        | 37%        | 39%        | 38%        | 35%        | 35%        | 36%        | 37%        | 41%        | 46%        | 51%        |

## Сектори

### Агрикултура
Бруто домаћи производ пољопривреде и шумарства (БДП) у 2003. години, смањен је са 28 процената у 1986. години. У комбинацији, ове активности запошљавају скоро 44 процента радника Боливије. Већина пољопривредних радника ради на фармама - доминантном економском активношћу планинског региона. Пољопривредна производња у Боливији компликована је и топографијом и климом земље. Велика надморска висина отежава узгој, као и временске прилике Ел Нињо и сезонске поплаве. Пољопривредни БДП у Боливији и даље расте, али је од 1991. достигао тек скромну просечну стопу раста од 2,8 процената годишње.
Најтрофејнији пољопривредни производ Боливије и даље је кока, од којих је Боливија тренутно трећи највећи култивар на свету после Колумбије и Перуа, са процењеним 29.500 хектара у 2007. години, што је нешто више него претходне године. Боливија је трећи највећи произвођач кокаина, дроге произведене од коке, процењене на 120 метричких тона потенцијално чистог кокаина у 2007. години и транзитне земље перуанског и колумбијског кокаина намењене илегално САД, Европи, Бразилу, Аргентини, Чилеу и Парагвај. Боливијска влада је, као одговор на међународни притисак, радила на ограничавању гајења коке. Међутим, напори на искорењивању отежани су недостатком одговарајућег усева за руралне заједнице које су генерацијама гајиле коку. Моралесова влада вратила је неке од резултата добијених претходних година.
Од 2001. године водећи легални извоз у сектору пољопривреде у Боливији била је соја. Уз то, памук, кафа и шећерна трска били су одрживи извоз за Боливију. За домаћу потрошњу кукуруз, пшеница и кромпир су усеви боливијских пољопривредника. Упркос великим шумама, Боливија има само малу дрвну индустрију. У 2003. години дрво је чинило само 3,5 посто зараде од извоза. Закон о шумарству из 1996. године наметнуо је порез на пиљене грађе и тиме знатно смањио извоз боливијског дрвета. Порез је коришћен за оснивање Савета за управљање шумама, који је био минимално успешан у напорима обнове шума и елиминисању илегалне сече. Са повећаном ефикасношћу, Боливија би вероватно могла да повећа профитабилност својих шумских ресурса, а истовремено их штити од прекомерне експлоатације. Боливија има малу рибарску индустрију која пушта слатководна језера и потоке у земљи. Годишњи улов у просеку износи око 6.000 тона.
Пољопривреда и шумарство такође су животни пут мноштва малих села у којима живи већина становништва. Мала сеоска економија посрнула је и пропадала од краја двадесетог века због проблема околине, укључујући крчење шума и последичну деградацију тла, загађење воде, губитак биолошке разноликости и тако даље. Поред тога, политички и социјални проблеми такође опструирају раст развоја малих села: политичка превирања, пост-грађански рат и растући фискални дефицит смањили су већину подстицаја за улагање; корупција и манипулација водоснабдевањем страних компанија увелике су поткопале доступност и ефикасност локалног тржишта, остављајући мали профит сеоским пољопривредницима и произвођачима.  Штавише, глобално тржиште представља претњу стабилности и одрживости слабе економије Боливије: "пад извозних цена, смањење неформалне трговине" и нискоквалификовани прекомерно хомогенизовани локални производи додатно су погоршали суморно стање микроекономских активности Боливије, онемогућавајући сеоским фармама и фабрикама зарађивање за живот и отварање трговине са светом.  Смањење профита и пораст трошкова производње учинили су сеоску економију у Боливији изузетно рањивом и нестабилном; као резултат тога, незапосленост расте и мале компаније су на рубу банкрота, што је заузврат учинило владину интервенцију врло неефикасном и одложило многе владине иницијативе и покушаје побољшања стања.

### Рударство
Рударство је и даље од виталног значаја за економију Боливије. Колапс светског тржишта калаja 80-их година прошлог века довео је до реструктурирања индустрије. Држава је драматично смањила своју контролу и тренутно обавља само мали део рударских активности. У малим фирмама, често са ниском продуктивношћу, запослени су многи бивши државни рудари. Природни гас је сребро као највреднију природну робу у земљи. Откриће 1997. године потврдило је десетоструку корист у познатим резервама природног гаса у Боливији. Проналажење тржишта за коришћење овог ресурса, како на земљи тако и на међународном нивоу, успорило је недостатак инфраструктуре и сукоба око улоге државе у контроли природних ресурса. Иако се светско тржиште калаја поново појавило, Боливија се сада суочава са јаком конкуренцијом земаља југоисточне Африке, које производе алувијални калај нижег трошка. Производња злата и сребра драматично је порасла у последњој деценији. Годишње, од 2002. године, Боливија је извукла и извезла више од 11.000 килограма злата и 461 тоне сребра. Поред тога, Боливија је повећала производњу цинка, издвајајући више од 100.000 тона сваке године. Остали копани метали укључују антимон, гвожђе и волфрам.

### Литијум
Према америчком Геолошком инситуту, Боливија има 9 милиона тона литијума, који се могу користити за израду литијумских батерија, које се користе у хибридним и електричним возилима поред огромног броја мањих батерија.  Са 14,5%, ово је друга највећа позната концентрација литијума у било којој земљи; Аргентина има 14,8 милиона познатих тона литијума, Чиле 8,5 милиона тона, Аустралија 7,7 милиона тона, а Сједињене Државе 6,8 милиона тона. Та велика лежишта налазе се у пустињским регионима које узгајају аутохтоне групе, које свој удео у добити остварују из својих природних ресурса. Бивши редседник Боливије Ево Моралес фаворизирао је национално а не страно власништво над природним ресурсима и национализовао резерве нафте и природног гаса у земљи.

### Индустрија и мануфактура
Годишње у производњи је отпадало између 14 и 15 процената бруто домаћег производа Боливије. Удео индустрије у целини (укључујући рударску индустрију) у БДП-у повећан је са 30 процената у 2000. години на 37,3 процената у 2010. години. Већина индустрије је малог обима, намењена регионалним тржиштима а не националним. Неадекватне кредитне могућности и конкуренција са црног тржишта спречили су да се производни сектор Боливије потпуно развија. Водећа произведена роба у Боливији укључује текстил, одећу, нетрајну робу широке потрошње, прерађену соју, рафиниране метале и рафинирану нафту.
Прерада хране, пића и дувана највећи је сектор у прерађивачкој индустрији (39% у 2001. години). Овај сектор заузима значајно место у прерађивачкој индустрији која непрестано расте, како у производњи, тако и у броју предузећа и радних места. У 2010. години његов удео у извозу био је око 14%. Посебно су соја и њени деривати достигли веома велика извозна тржишта последњих година. Највеће фабрике за производњу соје, сунцокретовог семена, памука и шећера из трске, углавном су смештене у Санта Крузу, мада велике рафинерије јестивог уља раде у Кочабамби. Сви већи градови имају најмање једну пивару, једно или више постројења за флаширање безалкохолних пића и једно или више постројења за паковање конзервиране хране.

### Банкарство и финансије
Банкарство у Боливији дуго пати од корупције и слабе регулације. Међутим, низ реформи покренутих Законом о банкама из 1993. године и каснијим актима постепено побољшавају банкарски сектор Боливије. Боливија има централну банку и девет приватних банака. Консолидација се догодила након реформи, смањењем броја приватних банака у Боливији са 14 на 1995. а затим на девет у 2003. години. Дозвољено је страно учешће и улагање у боливијске банке. Око 90 одсто депозита боливијске банке држи се у америчким доларима. Боливијска влада покушава да промени ову ситуацију опорезивањем рачуна на доларизоване рачуне, истовремено изузимајући рачуне боливијано од пореза. До 2002. године, 27 процената свих зајмова било је неквалитетно, што је довело до тога да се већина страних инвеститора усредсреди своје ресурсе на нешто сигурније место зајма корпорација. Већина банкарских зајмова у 2003. години била је намењена производњи (24 процента), затим услугама некретнина (18 процената) и трговини и малопродаји (16 процената). Лош дуг остаје на историјски високом нивоу. Даље реформе су неопходне, укључујући актуелни акт за увођење система гаранције депозита. Тржиште акција у Боливији проширило се 1998. године и укључивало корпоративне обвезнице, заједно са постојећим опцијама државних обвезница и новчаним обвезницама. Приватизација програма социјалне сигурности Боливије ојачала је тржиште акција.

### Туризам
Спектакуларне природне атракције Боливије нису биле довољне да земљу претворе у велику туристичку дестинацију због политичке нестабилности и недостатка првокласних смештаја. Ипак, туристичка индустрија Боливије је постепено расла у последњих 15 година. Године 2000. Боливија је привукла 306.000 туриста, у поређењу са 254.000 у 1990. години. Туристички приходи су досегли 179 милиона америчких долара 1999. године. Туризам у Боливији је опао после напада на Сједињене Државе 11. септембра 2001, као што је био случај у Северној и Јужној Америци. Будући да се од 2001. године, туристички сектор снажно повећава, у 2014. години број туриста достигао 871.000 долазака.

## Инфраструктура

### Природни гас
Према подацима боливијске владе, резерве природног гаса у земљи има око 27,6 милијарди кубних стопа (780 km³), чиме је Боливија заостала за Венецуелом само по доказаним резервама природног гаса у Јужној Америци. Поред тога, Боливија је самостална у производњи електричне енергије.  Сектор се значајно променио када је влада дозволила приватизацију средином 1990-их. Међународне компаније брзо су инвестирале у боливијске изворе енергије, посебно у природни гас, и Боливију претвориле у великог играча на светском енергетском тржишту. Извоз боливијских енергетских ресурса, иако је економски потенцијално уносан, био је политички опасан. Председник Гонзало Санчез де Лозада на крају је поднео оставку због свог плана за извоз природног гаса у Сједињене Државе и Мексико 2003. године.
Дана 6. јуна 2005. године бивши председник Карлос Меса понудио је оставку Конгресу Боливије после вишемесечних демонстрација староседелачког становништва Боливије позивајући на ренационализацију сектора природног гаса и нафте. Меса је повећао порез на стране компаније, а истовремено је подстицао њихово улагање у развој боливијске енергије. Првог маја 2006. године његов наследник, бивши председник Моралес, потписао је декрет у коме се наводи да се све резерве природног гаса морају национализовати, чиме се опорављају власништва, поседовање и контрола угљоводоника. Америчка корпорација Екон Мобил, Петробрас, шпански Репсол ИПФ, британски произвођач гаса и нафте БГ Гроуп Плц и француска компанија Тотал су главне гасне компаније присутне у земљи.

### Нафта
Боливија је проценила залихе нафте од 441 милион барела (70.100.000 m³), што је укупно пето место у Јужној Америци. Поља се налазе на истоку и југу. Главне активности у рафинеријама су фракције сирове нафте, каталитичка конверзија за високо октански бензин и рафинирање тешких фракција за производњу мазива. Крајњи производи су бензин, течни пропан и бутан, млазно гориво, дизелско уље и мазива за употребу у индустријским машинама. Како је домаћа производња нафте недовољна да задовољи домаћу потражњу, Боливија је нето увозник нафте.
Донедавно је нафтну индустрију у потпуности контролисала државна компанија ИПФБ, основана 1936. године са мисијом развоја, прераде и дистрибуције нафтних ресурса. Након напора за приватизацију током 1990-их, транспорт природног гаса и нафте био је у приватним рукама током деведесетих, док су производња и рафинирање били део уговора о подели ризика између владе и приватних инвеститора. Године 1999. рафинерије су такође у потпуности приватизоване. У мају 2006. тадашњи председник Ево Моралес поново је национализовао резерве, док је његова експлоатација остала у приватним рукама.

### Електрична енергија
До 1994. године у сектору електричне енергије доминирао је вертикално интегрисани јавни комунални систем ЕНДЕ (Empresa Nacional de Electricidad). Године 1994. сектор електричне енергије је приватизован и раздвојен је у производњу, пренос и дистрибуцију. Закон је имао за циљ да повећа ефикасност у сектору, промовише конкуренцију и подстакне инвестиције.
Опскрбом доминира топлотна производња (60%), док хидроелектрана (40%) има мањи удео у њеној производној мешавини у поређењу с другим земљама Јужне Америке (Латинска Америка и Кариби). Покривеност електричном енергијом у руралним подручјима је са 30% међу најнижим у Латинској Америци и њено побољшање представља главни изазов у будућности и захтева заједничке напоре и јавног и приватног сектора. Као и у другим земљама, електрични сектор Боливије састоји се од националног међусобно повезаног система и система ван мреже (познатих као Аисладо).

## Незапосленост и радна снага
Економски пад с краја 1990-их, заједно с напорима приватизације и штедње на челу с председником Месом, резултирао је значајном незапосленошћу. Иако боливијска влада не води статистику о незапослености, спољни стручњаци процењују да је незапосленост између 8 и 10 процената становништва. Незапосленост радне снаге у Боливији од скоро 4 милиона је такође широко распрострањена. Као резултат недостатка формалних могућности запошљавања, скоро 65 процената градске радне снаге самозапослено је у 2002. години.
Синдикати имају снажну историју у Боливији, а многи радници у формалном сектору припадају синдикатима. Већи синдикати, попут Боливијске федерације рада и Синдиката синдиката радника боливијског рудника, били су успешни у окупљању радника на безброј штрајкова и заустављања рада. Ипак, услови рада за већину боливијских радника су тешки.
Ови услови су још критичнији што се тиче неформалног сектора. У ствари, Боливија је наведена у извештају америчког Министарства рада за 2014. о дечјем раду и принудном раду међу 74 земље у којима су примећене такве праксе. Према Листи роба произведене дечјим радом или принудним радом објављеним у оквиру овог извештаја, Боливија се до данашњег дана прибегава овим праксама у пољопривредном сектору, као и у рударској индустрији. Америчко министарство је такође известило да је "Национални план боливијске владе за искорењивање дечијег рада истекао 2010. године и није ажуриран." 

## Спољнотрговински односи

### Извоз и увоз
Извоз је порастао за више од 30% у периоду од 2010. до 2011. на 9,1 милијарди долара, углавном због повећаних цена робе, а не повећања обима. У 2011. години највиши извозни производи Боливије били су: сирови и рафинирани угљоводоници (44,9% од укупног извоза), минерали и метали (26,7%), произведене и полупроизводне робе (24,7%), те пољопривредни производи (3,7%). Трговина Боливије са суседним земљама расте, делом и због неколико регионалних преференцијалних трговинских споразума. Најбољи трговински партнери Боливије у 2011. години у погледу извоза били су Бразил (33%), Аргентина (11%), Сједињене Државе (10%), Јапан (6%), Перу (5%), Јужна Кореја (5%), Белгија (4%), Кине (3%) и Венецуеле (3%).
Боливијске тарифе су ниске; међутим, произвођачи се жале да је програм смањења пореза који омогућава неким компанијама да траже поврат пореза на увоз на капиталну опрему неефикасан, јер многим компанијама боливијска влада сада дугује милионе долара, што може потрајати годинама да се опораве.
Од 2010 до 2011. године, боливијски увоз је порастао за 41%, на укупно 7,6 милијарди УСД. Боливија увози много индустријских залиха као што су резервни делови, хемикалије, софтвер и други производни производи (31% укупног увоза), капитална роба (21%), гориво (13%) и производи широке потрошње (10%). Најважнији увозни производи у оквиру ових категорија били су машине и механички уређаји (17% укупног увоза), хемијски производи (14%), горива и уља (14%), возила (13%), минерали (8%) и храна (7%). Боливија такође увози значајне количине челика, опреме и делова за електричне машине и пластике и пластичне производе.
Увоз роба и услуга у Боливији у 2010. години вредан је око 5,3 милијарди УСД. Боливија је уживала процењени трговински суфицит у износу од 1,6 милијарди УСД у 2010. години. По секторима, Боливија је увозила углавном интермедијарну робу, а следе индустријске, капиталне и робе широке потрошње. Водећи извори боливијског увоза укључују Бразил, Аргентину, Сједињене Државе и Чиле.
Извоз роба и услуга у Боливији у 2010. износио је око 7 милијарди УСД у поређењу са 1,9 милијарди УСД 2003. године. Повећана производња угљоводоника, посебно природног гаса, довела је до раста трговине Боливије 2010. године. Боливија је такође извозила значајне количине нафте. Поред угљоводоника, други значајни извоз обухватали су цинк, соју, железну руду и калај. Бразил је 2001. претекао Сједињене Државе као примарни извозни излаз Боливије. Швајцарска, Венецуела и Колумбија су такође важни извозни партнери. Боливија је активно настојала да подстиче економске везе у Јужној Америци након што се дуго ослањала на Сједињене Државе као свог примарног трговинског партнера.

### Стране инвестиције
Стране инвестиције у Боливији кренуле су 1995. године приватизацијом. Повећана су улагања у рударство и вађење природног гаса, као и улагања у банкарски сектор. Међутим, економски пад с краја 1990-их, заједно са политичким немирима, узроковао је да се страни инвеститори још једном повуку из Боливије. У 2000. години страни инвеститори су допринели 736 милиона америчких долара боливијској економији. У 2002. години овај укупни пад је пао на 676 милиона УСД.
Влада Боливије и даље је у великој мери овисна о страној помоћи за финансирање развојних пројеката. На крају 2002. влада је дуговала 4,5 милијарди УСД својим страним кредиторима, при чему је 1,6 милијарди УСД остало за остале владе, а већи део дуга мултилатералним банкама за развој. Већина плаћања другим владама у више наврата је премештана од 1987. године кроз механизам Париског клуба. Спољни кредитори су били вољни да то ураде јер је боливијска влада углавном постигла монетарне циљеве које су поставили програми Међународног монетарног фонда од 1987. године, иако су економски проблеми последњих година поткопали нормално добре резултате у Боливији. Уговори о репрограмирању које је одобрио Париски клуб омогућили су појединим земљама кредиторима да примене веома меке услове на репрограмирани дуг. Као резултат тога, неке земље су опростиле знатне количине билатералног дуга Боливије. Америчка влада постигла је споразум на састанку париског клуба у децембру 1995. који је за 67% смањио постојећи дуг дуга Боливије. Боливијска влада наставља да плаћа дугове према мултилатералним развојним банкама на време. Боливија је корисница програма изразито задужених сиромашних земаља (ХИПЦ) и побољшаних програма отпуштања дуга ХИПЦ-а, што споразумом ограничава приступ Боливије новим повољним зајмовима. Боливија је била једна од три земље западне хемисфере изабрана за подобност на Миленијум рачуну изазова и учествује као посматрач у преговорима о споразуму о слободној трговини. Боливија ужива у неким програмима финансијске помоћи које води Светска банка.